# Acacia stuhlmannii
Acacia stuhlmannii é uma espécie de leguminosa do gênero Acacia, pertencente à família Fabaceae.